# Municipio de Beaver (condado de Smith)
El municipio de Beaver (en inglés: Beaver Township) es un municipio ubicado en el condado de Smith en el estado estadounidense de Kansas. En el año 2010 tenía una población de 48 habitantes y una densidad poblacional de 0,51 personas por km².

## Geografía
El municipio de Beaver se encuentra ubicado en las coordenadas 39°57′58″N 98°47′35″O / 39.96611, -98.79306. Según la Oficina del Censo de los Estados Unidos, el municipio tiene una superficie total de 93.27 km², de la cual 92,88 km² corresponden a tierra firme y (0,41 %) 0,38 km² es agua.

## Demografía
Según el censo de 2010, había 48 personas residiendo en el municipio de Beaver. La densidad de población era de 0,51 hab./km². De los 48 habitantes, el municipio de Beaver estaba compuesto por el 100 % blancos. Del total de la población el 2,08 % eran hispanos o latinos de cualquier raza.